# Ђорђије Ћетковић
Ђорђије Ћетковић (Подгорица, 3. јануара 1983) је бивши црногорски фудбалер. Раније је играо у Црвеној Стијени и Будућности из Подгорице те у Чукаричком, Железнику, Вождовцу, Ханзи Росток, Оснабрику, Бнеију Сахнин, Ђеру, Зети, Кастриотију, Бурирам јунајтеду, Сутјесци, Бежанији, Кахраманмарашспору, Кому и Јединству из Бијелог Поља. Играо је у средњем реду. Последњи клуб у иностранству за који је наступао био је турски Кахраманмараспор са којим је раскинуо уговор после пола сезоне због нередовне исплате зарада у јулу 2014. године. Са немачком Ханзом у сезони 2006/07. Успео је да обезбеди пласман у Бундеслигу, а у сезони 2012/13. освојио је лигу Црне Горе са Сутјеском. Одиграо је шест утакмица за репрезентацију Црне Горе. Тренутно ради као тренер кадетске екипе Партизана са којом је био шампион Србије у сезони 2022/23.
Брат је такоће фубалера Марка Ћетковића и сестрић Предрага Мијатовића.

## Највећи успеси (као играч)

### Ханза Росток
- Друга Бундеслига : друго место 2006/07. (пласман у Бундеслигу)

### Сутјеска Никшић
- Првенство Црне Горе (1) :  2012/13.

### Бурирам јунајтед
- Куп Тајланда (1) : 2012.

## Највећи успеси (као тренер)

### Партизан (кадетски тим)
- Првенство Србије (1) : 2022/23.